# Liste deutscher privater Krankenversicherer
Diese Liste deutscher privater Krankenversicherer gibt einen Überblick über die privaten Krankenversicherungen (PKV), die Anbieter in Deutschland sind, einschließlich Beitragsaufkommen und Versichertenzahl. Das Beitragsaufkommen muss nicht dem Gesamtumsatz entsprechen, zu dem auch weitere Zuwendungen und Einnahmen beispielsweise aus Geldanlagen zählen. Darüber hinaus ist aus der Tabelle zu entnehmen, wie viele Beschwerden über ein Versicherungsunternehmen bei der Bundesanstalt für Finanzdienstleistungsaufsicht (BaFin) eingegangen sind. Die Anzahl der Beschwerden ist in Relation zur Versichertenzahl zu werten.
| Rang  | PKV (Stand 31. Dezember 2015)                           | Beitragssumme in Euro (2015) | Versicherte (2015) | Beschwerden (2008) | Beschwerden (2009) | Beschwerden (2013) | Beschwerden (2018) |
| ----- | ------------------------------------------------------- | ---------------------------- | ------------------ | ------------------ | ------------------ | ------------------ | ------------------ |
| 1     | Debeka                                                  | 5.400.929.000                | 3.919.489          | 94                 | 28                 | 80                 | 52                 |
| 2     | DKV (Victoria)                                          | 4.751.704.000                | 4.396.653          | 237                | 213                | 185                | 171                |
| 3     | Allianz Private Krankenversicherung                     | 3.252.505.000                | 2.588.833          | 208                | 306                | 111                | 212                |
| 4     | Axa (Colonia, DBV-Winterthur)                           | 2.787.146.000                | 1.684.745          | k. A.              | 224                | 166                | 142                |
| 5     | Signal Iduna (mit Deutscher Ring)                       | 2.062.370.000                | 1.970.153          | 124                | 77                 | 43                 | 67                 |
| 6     | Central Krankenversicherung                             | 1.976.609.000                | 1.733.869          | 94                 | 102                | 147                | 61                 |
| 7     | Barmenia                                                | 1.567.697.000                | 1.228.071          | 59                 | 46                 | 57                 | 35                 |
| 8     | Versicherungskammer Bayern                              | 1.559.192.000                | 1.116.641          | 60                 | 125                | 91                 |                    |
| 9     | Continentale                                            | 1.459.927.000                | 1.284.562          | 59                 | 91                 | 47                 | 45                 |
| 10    | HUK-Coburg                                              | 1.153.305.000                | 1.013.220          | 47                 | 36                 | 42                 | 41                 |
| 11    | Hallesche                                               | 1.140.392.000                | 655.204            | 43                 | 38                 | 35                 | 47                 |
| 12    | HanseMerkur                                             | 1.098.081.000                | 1.451.692          | 45                 | 37                 | 53                 | 32                 |
| 13    | Gothaer                                                 | 829.002.000                  | 587.869            | 39                 | 35                 | 62                 | 20                 |
| 14    | Landeskrankenhilfe LKH                                  | 818.171.000                  | 372.399            | 32                 | 26                 | 28                 | 51                 |
| 15    | Süddeutsche Krankenversicherung                         | 766.393.000                  | 665.907            | 23                 | 14                 | 3                  | 23                 |
| 16    | Union Krankenversicherung                               | 696.052.000                  | 1.181.169          | 20                 | 25                 | 36                 | 11                 |
| 17    | Deutscher Ring                                          | 662.448.000                  | 611.246            | 25                 | 38                 | 28                 |                    |
| 18    | Inter                                                   | 659.524.000                  | 375.673            | 32                 | 41                 | k. A.              | 22                 |
| 19    | Universa                                                | 545.679.000                  | 357.379            | 25                 | 30                 | 21                 | 13                 |
| 20    | Münchener Verein                                        | 499.509.000                  | 295.737            | 19                 | 18                 | 12                 | 14                 |
| 21    | R+V                                                     | 466.499.000                  | 821.119            | 2                  | 8                  | 8                  | 11                 |
| 22    | Ergo Direkt                                             | 431.918.000                  | 1.471.113          | 24                 | 62                 | 26                 | 19                 |
| 23    | ARAG                                                    | 346.893.000                  | 573.493            | 25                 | 24                 | 19                 | 32                 |
| 24    | LVM                                                     | 322.065.000                  | 342.680            | 5                  | 8                  | 6                  | 8                  |
| 25    | Alte Oldenburger Krankenversicherung                    | 214.066.000                  | 162.303            | 10                 | 10                 | 4                  | 7                  |
| 26    | Nürnberger                                              | 205.062.000                  | 264.875            | 4                  | 7                  | 7                  | 6                  |
| 27    | Württembergische Krankenversicherung                    | 198.204.000                  | 348.924            | 5                  | 1                  | 3                  | 2                  |
| 28    | PAX-Familienfürsorge Krankenversicherung                | 147.656.000                  | 163.832            | 3                  | 2                  | 2                  | 7                  |
| 29    | HanseMerkur Versicherungsgruppe S                       | 136.550.000                  | 6.356.479          | k. A.              | 2                  | 5                  | 32                 |
| 30    | Mannheimer Versicherungen                               | 124.887.000                  | 75.852             | 8                  | 5                  | 5                  |                    |
| 31    | Envivas Krankenversicherung                             | 96.967.000                   | 403.607            | 1                  | 5                  | 5                  | 6                  |
| 32    | DEVK                                                    | 74.945.000                   | 374.136            | 2                  | 3                  | 1                  | 2                  |
| 33    | Provinzial                                              | 65.397.000                   | 161.253            | 2                  | 1                  | k. A.              |                    |
| 34    | Concordia                                               | 50.171.000                   | 97.089             | 3                  | 7                  | k. A.              | 1                  |
| 35    | Freie Arztkasse                                         | 49.607.000                   | 28.080             | k. A.              | 1                  | 2                  |                    |
| 36    | Vigo Krankenversicherung (Düsseldorfer Versicherung)    | 18.441.000                   | 19.588             | 5                  | 1                  | k. A.              |                    |
| 37    | Mecklenburgische                                        | 16.931.000                   | 55.494             | k. A.              | 1                  | k. A.              |                    |
| 38    | LIGA Krankenversicherung katholischer Priester          | 12.952.000                   | 3.698              | 1                  | 1                  | k. A.              |                    |
| 39    | Augenoptiker Ausgleichskasse                            | 6.522.000                    | 2.559              | k. A.              | k. A.              | k. A.              |                    |
| 40    | Praenatura                                              | 3.767.000                    | 79.373             | k. A.              | k. A.              | k. A.              |                    |
| 41    | St. Martinus Kranken- und Sterbekasse                   | 2.404.000                    | 804                | k. A.              | k. A.              | k. A.              |                    |
| 42    | Krankenunterstützungskasse der Berufsfeuerwehr Hannover | 1.788.000                    | 1.329              | k. A.              | k. A.              | k. A.              | 1                  |
| 43    | Alte Oldenburger                                        | 1.477.000                    | 150.118            | k. A.              | k. A.              | k. A.              | 7                  |
|       | Sonstige                                                | 2.814.000                    | 15.065             |                    |                    |                    |                    |
| Summe |                                                         | 36.684.618.000               | 39.463.374         |                    |                    |                    |                    |

## Statistik
Gemäß der Statistik des Gesamtverbands der Deutschen Versicherungswirtschaft gab es 2015 insgesamt 47 Private Krankenversicherungen, wovon 24 Aktiengesellschaften (AG) und 23 Versicherungsvereine auf Gegenseitigkeit (VVaG) waren. Im Jahre 2015 waren 8.787.300 Versicherte vollversichert, 24.770.100 Versicherte hatten eine Zusatzversicherung abgeschlossen.